# Evidências (canção)
"Evidências" é uma canção composta por José Augusto e Paulo Sérgio Valle em 1989, a qual se tornou famosa após ser gravada por Chitãozinho & Xororó no álbum Cowboy do Asfalto, em 1990, tornando-se a segunda música mais executada nas rádios naquele ano, bem como uma das mais tocadas no ano seguinte. A faixa é uma das mais reconhecidas da dupla, sendo executada até hoje em concertos por eles e regravada por outros cantores. A música aparece em memes da Internet e é considerada a música mais cantada em karaokês no Brasil.

## Histórico
A canção foi composta por José Augusto e Paulo Sérgio Valle. Foi gravada pela primeira vez em maio de 1989, por Leonardo Sullivan, que a lançou em junho do mesmo ano em seu disco Veneno, Mel e Sabor Esta gravação teve lançamento apenas regional, não tendo sido bem sucedida nacionalmente.
José Augusto já havia colaborado com Chitãozinho e Xororó ao oferecer-lhes a canção "Página Virada", sucesso do álbum Os Meninos do Brasil, de 1989. Então, em 1990, ele enviou à dupla uma fita cassete com algumas canções novas, entre elas "Evidências" e um cover em português da canção "Bridge over Troubled Water" da dupla norte-americana Simon & Garfunkel. Chitãozinho e Xororó lembram de terem gostado muito da canção, tanto que, ao chegar ao estúdio para gravar o novo disco, em outubro de 1990, Evidências teria sido a primeira canção que eles mostraram ao maestro e arranjador Julinho Teixeira para ser gravada.
Entre 1990 e 1991, a canção foi promovida pela dupla em diversos programas: no Xou da Xuxa e no especial do fim de ano em 26 de dezembro de 1990 na Rede Globo; e nos programas Hebe e Sabadão Sertanejo do SBT, entre outros.

## Recepção e crítica
O crítico de música Tárik de Souza, em crítica negativa ao álbum Cowboy do Asfalto (ao qual chamou de "joio" da música sertaneja), refere-se à canção ao dizer que "a essência do recheio [do álbum] é a balada pop", e afirma que ela "conserva de sertanejo apenas o tremolo vocal mariachi da dupla".
O cantor da banda Ratos de Porão, João Gordo, já declarou a canção como uma de suas favoritas, destacando os arranjos vocais da dupla. 

## Ficha técnica
O encarte do álbum não traz créditos de intérprete, mas o registro de direitos autorais traz os nomes a seguir. Os instrumentos são os comuns de cada músico:
- Chitãozinho & Xororó — voz
- Clodo — percussão
- Faiska — guitarra
- Julinho Teixeira — arranjos e teclados
- Maguinho — bateria
- Paulinho Ferreira — violão
- Sylvinho Mazzuca — baixo

## Versão de Daniel
"Evidências" foi regravada pelo cantor Daniel em 2003, sendo lançada como primeiro single de seu segundo álbum ao vivo em carreira solo, intitulado ,20 Anos de Carreira - Ao Vivo. A nova versão não conteve mudanças musicais em relação à original, apesar do tom que ficou dois abaixo, e voltou a fazer grande sucesso como uma das mais tocadas nas rádios brasileiras naquele ano.

## Versão em espanhol
A canção ganhou uma versão em espanhol interpretada pela cantora mexicana Ana Gabriel, para o álbum Silueta de 1992. Sua versão fez bastante sucesso alcançando a primeira posição na Hot Latin Songs, e se mantendo assim por dez semanas, entre 8 de Agosto e 10 de Outubro de 1992. Em 2014, a também cantora mexicana Lucero regravou esta versão para o álbum Aquí Estoy, e relançou em 2017 para o álbum Brasileira.